# Apanteles metacarpellatus
Apanteles metacarpellatus är en stekelart som beskrevs av Blanchard 1963. Apanteles metacarpellatus ingår i släktet Apanteles och familjen bracksteklar. Inga underarter finns listade i Catalogue of Life.